# Història del Camerun

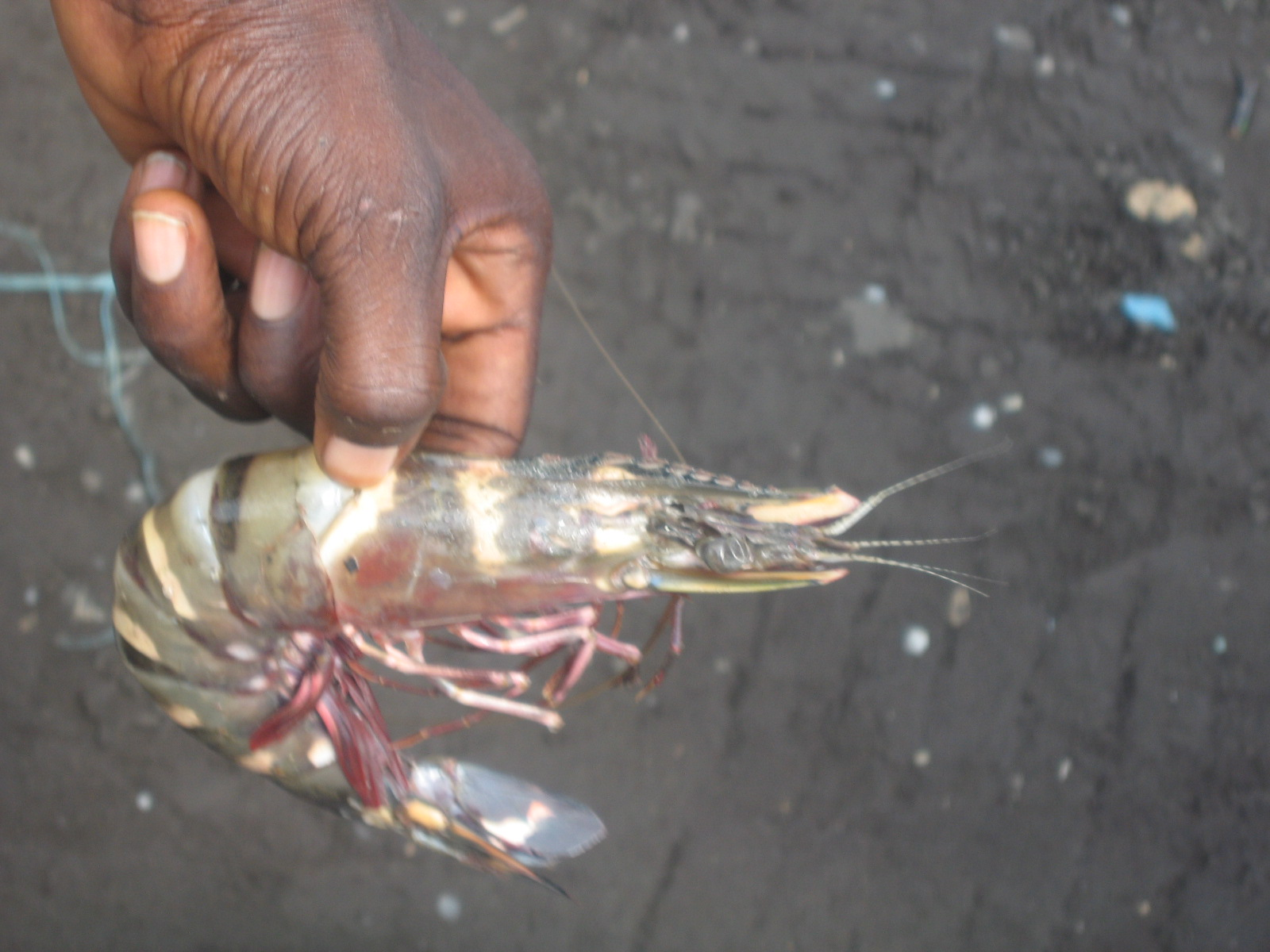
Al segle XV els portuguesos que van explorar la costa occidental d'Àfrica van denominar "Camaron" a la zona costanera d'aquest país per l'abundància de gambetes.

La història del Camerun va començar quan els primers habitants del territori de l'actual Camerun eren els fundadors de la civilització Sao, que va florir a les riberes del Llac Txad, així com els pigmeus baka, caçadors-recol·lectors que encara avui habiten a les plurisives de la zona sud-oriental del país. Malgrat les relacions existents entre els diferents pobles, mai va haver-hi una estructura estatal abans de l'arribada dels colonitzadors europeus el segle xv, i així va continuar fins a mitjan segle XIX quan missioners cristians van introduir la cultura i forma de vida europea. El 1472, l'expedicionari portuguès Fernão do Pó navega fins a la costa de l'actual Camerun i remunta aigües amunt pel riu Wouri. Els portuguesos bategen aquest riu com Rio dos Camarões (literalment, riu de les gambetes). En l'actualitat, el nom Camarões és el nom amb què es coneix a aquest país en idioma portuguès. El nom va ser corromput pels comerciants d'altres països europeus (principalment dels Països Baixos, França i Anglaterra) i va passar a les formes "Cameroon" o "Cameroun", d'on va passar al català com a Camerun. Durant el segle XX els guerrers fulani van fundar al sud l'Emirat d'Adamhawa, i altres pobles del nord i del nord-oest van establir poderoses organitzacions regides per caps o reis (els denominats fon).
El 1884 Alemanya va començar a erigir fàbriques i va implantar el règim colonial en aquest territori. El 1884, el Camerun va esdevenir una colònia alemanya (Kamerun). Després de la derrota de l'Imperi Alemany a la Primera Guerra Mundial, el seu territori es va dividir entre França i el Regne Unit, com a mandat de la Societat de Nacions. El Camerun francès va accedir a l'autonomia interna el 1959 i l'any següent va proclamar la seva total independència com a República. El 1961, el sud del Camerun britànic va decidir unir-se a la República del Camerun, mentre que el nord va preferir adherir-se a Nigèria.
El partit polític Unió dels Pobles del Camerun propugnava la independència, però va ser declarat fora de la llei durant la dècada de 1950. Va fer la guerra a les forces militars franceses i cameruneses fins al 1971. El 1961 la part sud del Camerun britànic va decidir unir-se a la República del Camerun, mentre que el nord va preferir adherir-se a Nigèria. El 1960, el Camerun francès es va declarar independent amb el nom de República del Camerun, amb Ahmadou Ahidjo com a president. El 1972 el país va canviar de nom, passant a anomenar-se República Unida del Camerun. Des de 1984 el seu nom oficial és, de nou, República del Camerun.

## Període precolonial
Hi ha restes arqueològiques que demostren que la humanitat ha habitat el territori del Camerun des del Neolític. Els pobladors que porten més temps a la zona són els grups pigmeus, com els baka. La cultura "sao" va aparèixer al voltant del llac Txad al voltant de l'any 500 i va donar pas a l'Imperi Kanem-Bornu. També van aparèixer altres regnes i comunitats a l'oest, com els bamileke, els Bamums i els tikar. Ètnicament i lingüísticament, la major part d'ètnies que poblen el Camerun parlen llengües del grup Benué-Congo en particular llengües Cross i bantoides (una de les branques de la qual són precisament les llengües bantus, pròpiament dites). Precisament l'expansió bantu que va afectar la major part de l'Àfrica subsahariana, hauria començat al Camerun cap al 2200 a. C.
Els navegants portuguesos van arribar a la costa camerunesa el 1472. Als segles següents els europeus van comerciar amb els pobles costaners mentre els missioners s'establien a l'interior.

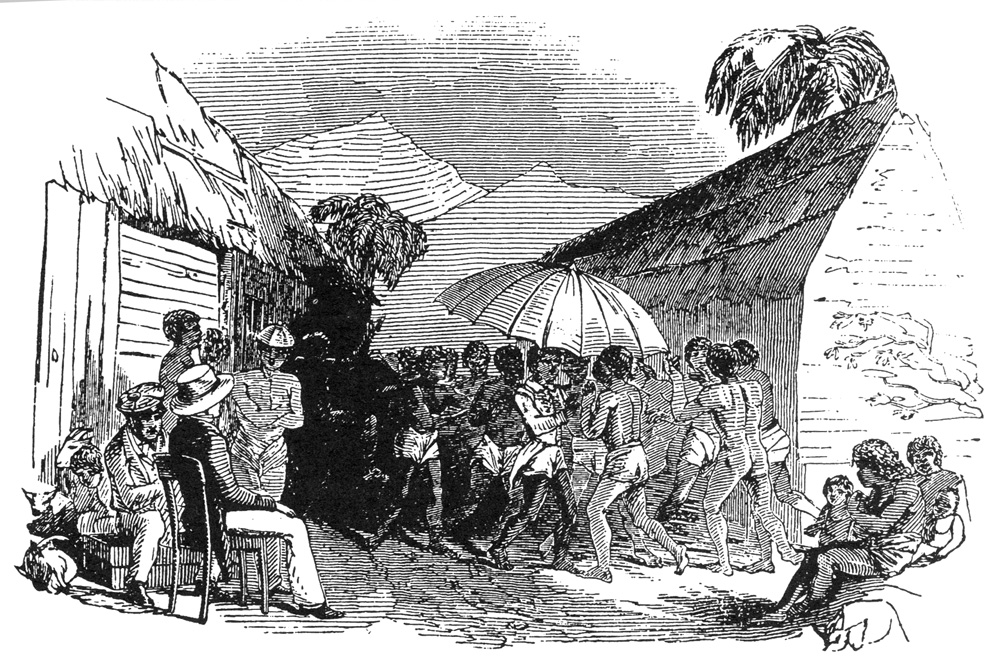
Joseph Merrick, un missioner baptista jamaicà en un funeral Isubu el 1845.

A principis del segle xix, Modibo Adama va acabdillar als soldats fulani en un gihad en el nord contra els pobles kirdi (no musulmans) i els musulmans que encara conservaven elements pagans. Els adama van fundar l'emirat Adamawa, vassall del Sultanat de Sokoto de Usman Dan Fodio. Els grups que fugien dels guerrers fulani van desplaçar al seu torn a uns altres, la qual cosa va suposar una important redistribució de la població.
El 1884 l'Imperi alemany va començar a erigir factories a la regió i va implantar el règim colonial, però després de la derrota soferta per Alemanya a la Primera Guerra Mundial, el territori va ser dividit en dos mandats, un de corresponent a França (el de major extensió) i un altre al Regne Unit. El Camerun francès va accedir a l'autonomia interna el 1959 i a l'any següent va proclamar la seva total independència com a República. El 1961 la part sud del Camerun britànic va decidir unir-se a la República del Camerun, mentre que la septentrional va preferir adherir-se a Nigèria.

## Període colonial

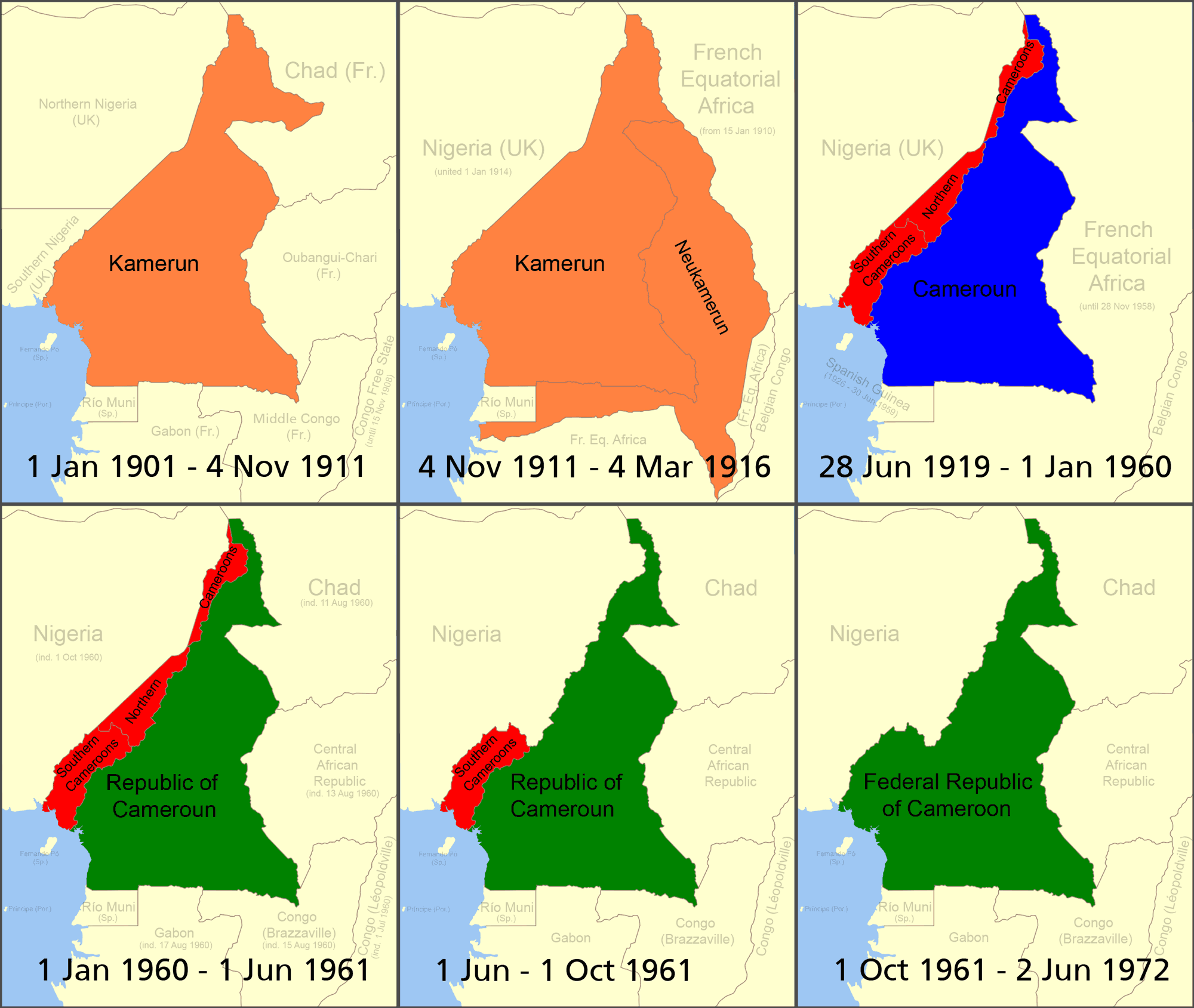
Evolució de la colònia del Camerun fins a la formació de l'estat actual, el 1961.

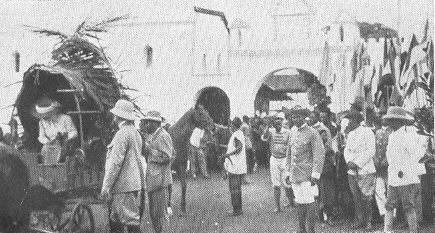
Lloc fronterer alemany.

Després que l'Imperi Alemany reclamés el territori com a propi el 1884, va passar a ser la colònia del Camerun. Els alemanys es van introduir a l'interior del país, trencant el monopoli sobre el comerç que exercien els pobles costaners, com els duala, i van intensificar el seu control sobre la regió. També van iniciar plantacions al llarg de la costa. Van realitzar quantioses inversions en la infraestructura de la colònia: construcció de vies fèrries, carreteres i hospitals. No obstant això, els pobles indígenes es van mostrar poc inclinats a treballar en aquests projectes, així que el govern va instigar un sever sistema de treball forçat. Després de la derrota d'Alemanya a la Primera Guerra Mundial, el Camerun va quedar sota el mandat de la Societat de Nacions, i es va dividir en el Cameroun francès i el Cameroons britànic el 1919.
Els territoris adquirits per Alemanya el 1911, anomenats en el seu conjunt Neukamerun (en català "Nou Camerun"), van passar a formar part de l'Àfrica Equatorial Francesa.

Camerun entre 1911 i 1916. Neukamerun en taronja.

França va millorar la infraestructura del seu territori mitjançant grans inversions, treballadors capacitats i treballs forçats continuats. El Camerun francès va superar al britànic en producte nacional brut, educació i facilitats sanitàries. No obstant això, aquestes millores van arribar només a Douala, Foumban, Yaoundé, Kribi i el territori entre elles. L'economia va quedar molt lligada a la francesa; les matèries primeres enviades a Europa es tornaven a vendre a la colònia una vegada manufacturades.
El Regne Unit va administrar el seu territori des de la veïna Nigèria. Els nadius es van queixar que això els feia “colònia d'una colònia”. Es va produir un moviment de treballadors de procedència nigeriana cap al sud del Camerun, la qual cosa va eliminar la necessitat dels treballs forçats però va causar malestar als pobles indígenes. Els britànics li van prestar poca atenció al Camerun del nord.
El mandat de la Societat de Nacions es va transformar en el Consell d'Administració Fiduciària de les Nacions Unides el 1946. La qüestió de la independència va passar a ser un assumpte candent en el Camerun Francès, on els diferents partits polítics tenien idees diferents sobre les metes i el calendari de l'acte-govern. La Union des Populations du Cameroun (UPC), el partit més radical, advocava per la independència immediata i la implantació de l'economia socialista. França va il·legalitzar el partit el 13 de juliol de 1955, la qual cosa va desembocar en una guerra de guerrilles i l'assassinat del seu líder, Ruben Um Nyobé. França finalment va garantir l'autonomia del territori. En el Camerun britànic la qüestió era diferent, doncs es debatien entre reunificar-se amb el Camerun francès o unir-se a Nigèria.

## Després de la independència

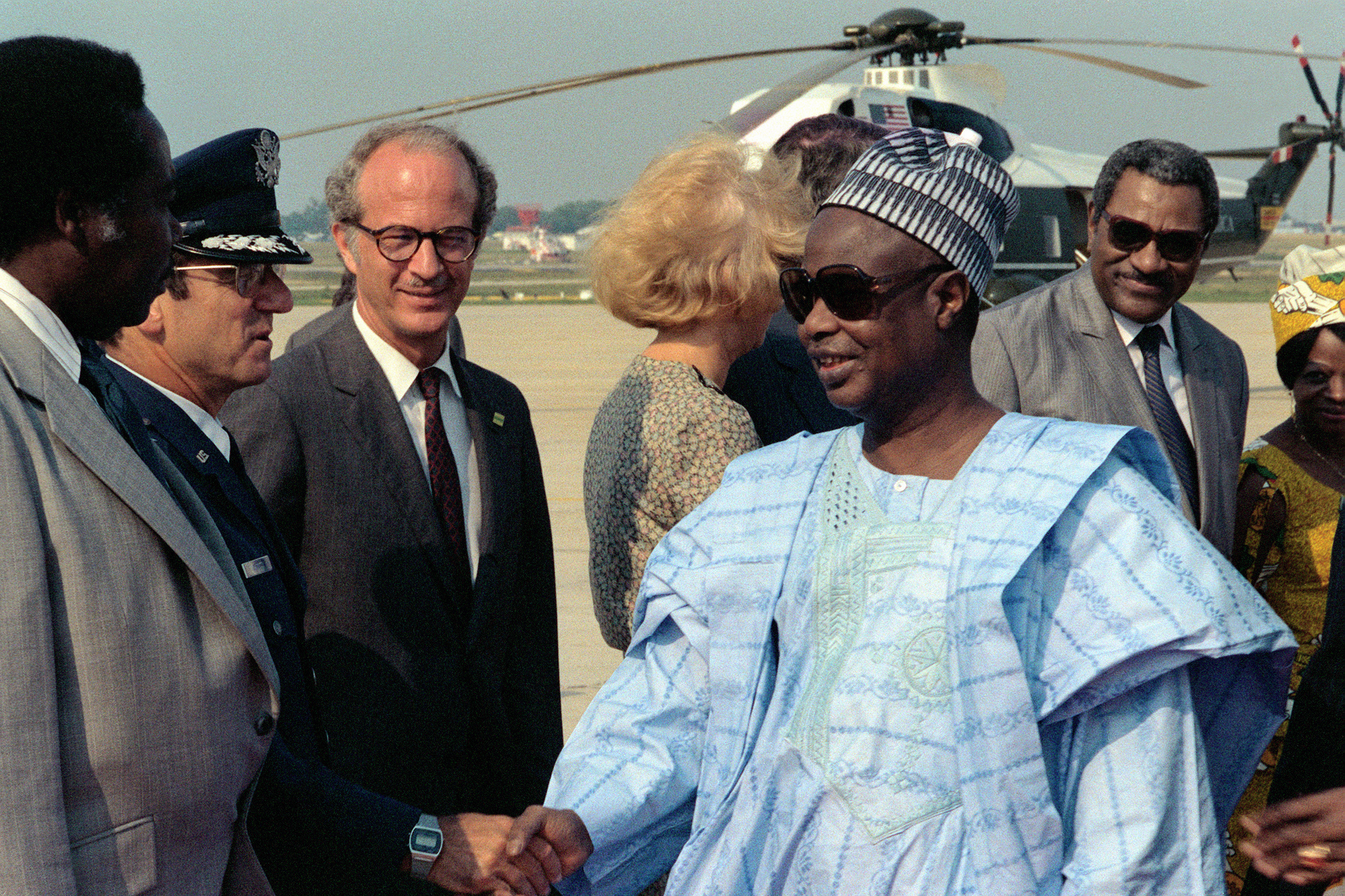
Ahmadou Ahidjo arriba a Washington DC, al juliol de 1982.

L'1 de gener de 1960, el Camerun francès va obtenir la independència. El seu primer president va ser Ahmadou Ahidjo. L'1 d'octubre de 1961, el sud del Camerun britànic es va reunificar amb el Camerun francès per formar la república del Camerun. El Camerun del nord britànic va optar en canvi per unir-se a Nigèria. La guerra amb l'UPC va permetre a Ahidjo concentrar el poder en la presidència. La resistència va ser finalment suprimida el 1971, però es va continuar en estat d'emergència. Ahidjo va insistir en el nacionalisme evitant el tribalisme. La Unió Nacional Camerunesa (CNU) va passar a ser l'únic partit de la nació l'1 de setembre de 1966. El 1972 es va abolir el sistema federal de govern a favor del govern centralista des de Yaoundé.
Econòmicament, Ahidjo va emprendre una política de liberalisme. L'agricultura va ser la prioritat inicial, però el descobriment de jaciments petrolífers el 1970 va canviar la situació. Els diners del petroli es van emprar per crear una reserva financera, pagar als conreadors i finançar projectes de desenvolupament. Es van expandir principalment els sectors de comunicacions, educació, transport i infaestructura hidroelèctrica. No obstant això, Ahidjo va donar els llocs de responsabilitat de les noves indústries als seus aliats com a recompensa. Molts van fracassar per incompetència.

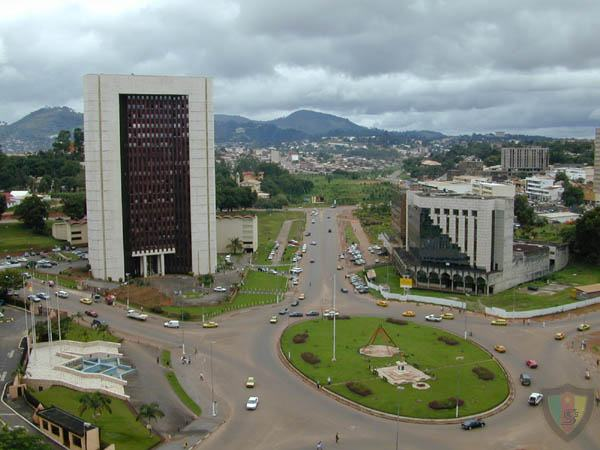
Imatge actual de la capital Yaoundé, la Place du 20 mai.

Ahidjo va dimitir el 4 de novembre de 1982, deixant el poder en mans del successor segons la constitució, Paul Biya. No obstant això, Ahidjo va seguir exercint el control de la CNU, la qual cosa va comportar una lluita de poder entre tots dos presidents. Quan Ahidjo va tractar d'establir el dret del partit a triar al president Biya, els seus aliats el van pressionar per dimitir. Biya va celebrar eleccions per als oficials del partit i per l'Assemblea Nacional del Camerun. No obstant això, després d'un cop d'estat fallit el 6 d'abril de 1984, va optar per seguir l'estil de govern del seu predecessor. El Camerun va obtenir l'atenció internacional el 21 d'agost de 1986 quan el Llac Nyos va expel·lir gasos tòxics i va matar entre 1.700 i 2.000 persones
El primer desafiament important de Biya va ser la crisi econòmica que va assotar el país des de mitjan vuitanta fins a finals dels noranta, resultat de la conjuntura econòmica internacional, la sequera, la caiguda dels preus del petroli, la corrupció política i la mala gestió. El Camerun va demanar l'ajuda estrangera, va reduir els fons per a l'educació, el govern i la salut pública, i va privatitzar indústries. Això va produir el descontentament de la part anglòfona del país.
Els líders de l'antiga zona britànica han demanat en els últims anys major autonomia o la secessió en el que seria la República d'Ambazonia